# چلاتو اوکلس
چلاتو اوکلس (انگلیسی: Chelato Uclés; ۲۱ نوامبر ۱۹۴۰ – ۲۸ آوریل ۲۰۲۱) با نام اصلی خوسه ده لا پاس اررا اوکلس بازیکن و مربی فوتبال اهل هندوراس بود.